# Modelul Actor
În știința calculatoarelor, modelul Actor este un model matematic de calcul concurent care tratează "actorii" ca primitivele universale de calcul digital concurent: un actor poate lua decizii locale, crea mai mulți actori, trimite mai multe mesaje, și determina cum să răspundă la următorul mesaj primit. Modelul Actor a fost creat în 1973. A fost folosit și ca framework pentru o înțelegere teoretică a calculului, și ca bază teoretică pentru mai multe aplicații practice a sistemelor concurente.

## Istoric
Spre deosebire de modelele de calcul anterioare, modelul Actor a fost inspirat din fizică incluzând relativitatea generală și mecanica cuantică. A fost de asemenea influențat de limbaje de programare ca Lisp, Simula și versiunile de început ale Smalltalk, dar și de sisteme bazate pe capabilitate și comutație de pachete. Dezvoltarea sa a fost "motivată de un prospect de mașini de calcul înalt paralelizate conținând zeci, sute și chiar mii de microprocesoare independente, fiecare cu propria memorie locală și procesoare de comunicație, comunicând printr-o rețea de înaltă performanță."  De atunci, evoluția concurenței masive prin arhitecturi de calculatoare multi-core a retrezit interesul în modelul Actor.
Urmând publicația din 1973 a lui Hewitt, Bishop, și Steiger, Irene Greif a dezvoltat o semantică operațională pentru modelul Actor ca parte a cercetării sale doctorale. Doi ani mai târziu, Henry Baker și Hewitt au publicat un set de legi axiomatice pentru sistemele Actor. Alte momente majore în istorie includ dizertația lui William Clinger's, în 1981, introducând o semantică denotațională bazată pe domenii de putere și dizertația lui Gul Agha din 1985 care a dezvoltat mai departe modelul semantic complementar modelui lui Clinger. Aceasta a rezultat în dezvoltarea completă a teoriei modelului Actor.
Însă cea mai importantă implementare în software a fost facută de Russ Atkinson, Beppe Attardi, Henry Baker, Gerry Barber, Peter Bishop, Peter de Jong, Ken Kahn, Henry Lieberman, Carl Manning, Tom Reinhardt, Richard Steiger, și Dan Theriault, în Message Passing Semantics Group la Massachusetts Institute of Technology (MIT). Grupurile de cercetare conduse de Chuck Seitz la California Institute of Technology (Caltech) și Bill Dally la MIT au construit arhitecturi ce au dezvoltat mai departe transferul mesajelor în model. Vedeți Implementarea modelului Actor.
Cercetări asupra modelului Actor au fost întreprinse la Caltech Computer Science, Kyoto University Tokoro Laboratory, MCC, MIT Artificial Intelligence Laboratory, SRI, Stanford University, University of Illinois at Urbana-Champaign Open Systems Laboratory Arhivat în 22 februarie 2013, la Wayback Machine., Pierre and Marie Curie University (University of Paris 6), University of Pisa, University of Tokyo Yonezawa Laboratory and elsewhere.

## Concepte Fundamentale
Modelul Actor adoptă filosofia ca totul este un actor. Acesta este similar cu filosofia totul este un obiect folosită de unele dintre limbajele de programare, dar diferă prin faptul că software-ul orientat pe obiect este de obicei executat secvențial, în timp ce modelul Actor este prin esență concurent.
Un actor este o entitate computațională care, în răspuns la un mesaj recepționat, poate în mod concurent să:
- trimită un număr finit de mesaje la alți actori;
- creeze un număr finit de actori noi;
- stabilească comportamentul folosit la următorul mesaj pe care îl recepționează;

Nu există o ordine precisă pentru acțiunile de mai sus și pot fi efectuate în paralel.
Decuplarea emițătorul de la comunicațiile trimise a fost o evoluție fundamentală către modelul Actor asigurând comunicația asincronă și structurile de control ca modele de mesaje transferate.
Receptorii acestor mesaje sunt identificați după adresă, câteodată numită "mailing address". Deci un actor poate doar comunica cu actori ale căror adrese le cunoaște. Poate obține acestea dintr-un mesaj recepționat sau dacă adresa este pentru un actor care s-a creat singur.
Modelul Actor este caracterizat de concurența calculelor prin esența între și printre actori, crearea dinamică de actori, includerea adreselor de actori în mesaje și interacțiunea numai prin direct asynchronous message passing  (comunicare asincronă) fără restricție asupra ordinii sosirii mesajelor.

## Systeme Formale
De-a lungul anilor, mai multe sisteme formale diferite s-au dezvoltat și au început să permită gândiri despre sistemele în modelul Actor. Acestea includ:
- Semantica Operațională[2][6]
- Legi pentru sisteme Actor[3]
- Semantica Denotationala[1][7]
- Semantica de tranziție[8]

Există de asemenea și formalisme care nu sunt compatibile total cu modelul Actor prin faptul că nu formalizează expedierea garantată a mesajelor incluzând următoarele ( Vedeți Attempts to relate Actor semantics to algebra and linear logic) (Încercări de a relaționa semantica modelului Actor cu algebra și logica liniară):
- Mai multe algebre Actor diferite[9][10][11]
- Logica lineară[12]

## Aplicații
Modelul actor poate fi folosit ca un framework pentru modelare, înțelegerea și gândire despre o mare arie de sisteme concurente. De exemplu:
- Poșta Electronică (e-mail) poate fi modelat ca un sistem Actor. Conturile sunt modelate ca Actori și email addresses ca adrese Actor.
- Servicii Web pot fi modelate cu noduri SOAP ca adrese Actor.
- Obiecte cu locks (de exemplu Java și C#) pot fi modelate ca Serializatoare, cu condiția ca implementarea lor să fie ca mesajele să sosească continuu ( de exemplu prin stocarea într-o coadă internă). Un serializator (serializer) este un tip important de Actor definit de proprietatea că e disponibil în mod continuu pentru sosirea noilor mesaje. Orice mesaj trimis către un serializator este garantat să ajungă.
- Notarea Test și Controlul Testului (Testing and Test Control Notation (TTCN) ), ambele TTCN-2 și TTCN-3, urmează un model Actor de aproape. În TTCN, un Actor este o componența de test: ori un component de test în paralel (PTC - parallel test component) ori un component de test în principal ( MTC - main test component). Componentele de test pot trimite și recepționa mesaje către și dinspre parteneri de la distanță (componente test la peer sau interfețe de sisteme de test), ultimul fiind indentificat de adresa sa. Fiecare component de test are o diagramă de comportament legată de el. Componentele de test rulează în paralel și pot fi create dinamic de componentele de test părinte. Constructorii de limbă conținuți de ei asigură definirea acțiunilor ce trebuie întreprinse când un mesaj este recepționat de la o coadă de mesaje internă,

## Modele precedente modelului Actor
Modelul actor se bazează pe modele anterioare de calcul.

### Calculul Lambda
Calculul Lambda al lui Alonzo Church poate fi văzut ca cel dintâi limbaj de programare bazat pe transmiterea mesajelor  ( message passing ). (vezi Hewitt, Bishop, and Steiger 1973; Abelson and Sussman 1985). De exemplu, expresia lambda de mai jos implementează o structură de arbore de date când îi sunt furnizați parametrii pentru un leftSubTree și un rightSubTree.  Când acestui arbore îi este dat un mesaj parametru "getLeft", el returnează leftSubTree și invers, dacă primește "getRight", returnează rightSubTree.
```
 λ(leftSubTree,rightSubTree)
   λ(message)
     
if
 (message == "getLeft") 
then
 leftSubTree
     
else if
 (message == "getRight") 
then
 rightSubTree
```

Oricum, semantică calcului lambda este exprimată folosind substitutia de variabile în care valorile parametrilor sunt substituite în cod prin invocarea expresiilor lambda. Modelul de substituție este nepotrivit pentru concurență deoarece nu îngăduie capacitatea partajarii resurselor de schimbat. Inspirat de calculul lambda, interpreter pentru limbajul de programare Lisp face uz de o structură de date numită mediu în felul că valoarea parametrilor nu trebuie să fie substituită în corpul expresiilor lambda invocate. Această a dat voie la partajarea efectelor secundare cum ar fi updatarea structurilor de date partajate dar nu a îngăduit și concurența.

### Simula
Simula 67 a fost un pioner în transmiterea mesajelor pentru calcule, motivat de aplicațiile de simulare a evenimentelor discrete. Aceste aplicații erau mari și nemodulare în limbile de simulare de dinainte. La fiecare pas, un larg și central program trebuia să fie rulat și să actualizeze fiecare obiect de simulare care se schimbau în funcție de stare obiectele care interacționau la fiecare pas. Kristen Nygaard și Ole-Johan Dahl au dezvoltat idea (prima dată descrisă în IFIP workshop în 1967) ca având metode pe fiecare obiect care își updateaza propria stare locală bazându-se pe mesaje de la alte obiecte. În adiție, au introdus o structură de clare pentru obiecte cu mostenire. Inovația lor a îmbunătățit în mod considerabil modularitatea programelor. 
Totuși, Simula folosea o structură de control coroutine (corutină) în loc de concurență adevărată.

### Smalltalk
Alan Kay a fost influențat de transmiterea mesajelor în invocarea direcției modelelor prin Planificator în dezvoltarea Smalltalk-71.  Hewitt a fost interesat de Smalltalk-71 dar a renunțat datorită complexității comunicării care includerea invocări cu mai multe câmpuri incluzând global, sender, receiver, reply-style, status, reply, operator selector, etc.
În 1972 Kay a visitat MIT și discutat ideile sale despre Smalltalk-72 construind limbajul de programare Logo ajutat de Seymour Papert și modelul "little person" (persoană mică), model de calcul utilizat în predarea programării copiilor mici. Totuși, transmiterea mesajelor în Smalltalk-72 era destul de complex. Codul în acest limbaj era vizionat de interpretor ca simple stream-uri de tokene. După cum Dan Ingalls a descris mai târziu: 
Primul (token) întâlnit (într-un program) era folosit într-un context dinamic, pentru a determina receptorul mesajelor următoare. Căutarea numelui începe cu dicționarul claselor a activării prezente. De acolo se mișcă către expeditorul acelei activări și continuă pe lanțul expeditorului. Când o legătură este găsită potrivită pentru token, valoarea lui devine receptorul noului mesaj, și interpretorul activează codul pentru clasă al acelui obiect.
De aici și modelul de transmitere a mesajelor din Smalltalk-72 este legat la un model mașina particulară și o sintaxă de limbaj de programare care nu se dedică concurenței.
Versiuni anterioare de Smalltalk au urmat calea folosirii metodelor virtuale din Simula în structura message-passing programelor. Totusi, Smalltalk-72 a folosit primitivele ca integrii, numere în format virgulă mobilă, iar etc ca obiecte. Autorii Simula au considerat transformarea astfel a primitelor dar s-au abținut să le folosească pe scară largă din motive de eficiență.  Java la început a folosit un expedient având ambele primitive și versiuni de obiect ca integrii, numere format virgula mobilă, etc. Iar limbajul de programare C# (și verisiuni mai recente de java, începând cu Java 1.5) au adoptat soluția mai puțin elegantă de a folosi boxing și unboxing, o variantă folosită mai devreme în implementările Lisp.
Sistemul Smalltalk a devenit foarte influent, inovând în afișările bitmap, calcul personal (PC), interfețe de browser de clase și multe alte căi. Pentru detalii vizitați Kay's The Early History of Smalltalk. Între timp, eforturile pentru modelul Actor la MIT au rămas concentrate pe dezvoltarea științei și ingineriei la nivel înalt de concurență. (Vedeți cartea lui Jean-Pierre Briot pentru idei care au fost dezvoltate mai tărziu despre încorporarea anumitor tipuri de concurență Actor în ultimele versiuni de Smalltalk)

### Rețele Petri
Înainte de apariția modelului Actor, Rețelele Petri erau larg folosite în modelul de calcul nondeterministic. Oricum, ele erau larg cunoscute ca având limitări importante:
- ele modelau flowul de control dar nu și cel de date
- în consecință, ele nu erau composabile, deci erau limitate în modularitate.

Hewit a accentuat o altă dificultate a rețelelor Petri:  Acțiunea simultană.
De exemplu pasul atomic de calcul în rețele Petri este o tranziție în care tokenurile dispar simultan din locurile de input ale tranzițiilor și apar în locurile de output. Baza fizică de a folosi primitive pentru acest tip de simultaneitate îi părea conflictuala. În ciuda aparentelor dificultăți, rețelele Petri continuă să fie o abordare populară în modelarea concurenței, și sunt încă un subiect de studiu activ.

### Threads, locks și buffers (channels)
Înainte de modelul Actor, concurența era definită în termeni de low-level machine ca threads, locks și buffers(channels). Cu siguranță este cazul ca implementarea modelului Actor să facă uz de aceste capacități hardware. Totuși, nu există motiv ca modelul să nu poată fi implementat direct în hardware fără a expune threaduri hardware și locks. DE asemenea, nu există o relație obligatorie între numărul de Actori, threaduri, lockuri, relație care ar putea fi implicată în calcul.
Implementările modelului Actor sunt libere să folosească threaduri și lockuri în orice fel este dorit și este compatibil cu legile pentru Actori.

## Semantica Transmiterii mesajelor (Message-passing)
Modelul Actor este despre semantica transmiterii mesajelor.

### Controversa nondeterministă
Primele programe concurente au fost interrupt handlers. În timpul operării normale, un calculator trebuie să primească informație din exterior (caractere de la tastatură, pachete din rețea, etc.). Și când informația ajunge, execuția calculatorului este "întreruptă" și codul special chemat handler de întrerupere este rulat pentru a așeza informația într-un buffer de unde poate fi retrasă mai târziu.
În anii 1960, întreruperile au început să fie folosite să simuleze execuția concurentă a mai multor programe pe un singur procesor.
Având concurență cu memorie partajată, s-a născut problema controlului de concurență. Original, această problemă era privită ca fiind una dintre excusiunile mutuale pe un singur calculator. Edsger Dijkstra a dezvoltat semafoarele și mai târziu, între 1971 și 1973, Tony Hoare si Per Brinch Hansen developed monitors, pentru a rezolva problema excluziunii mutuale. Totuși, nici una dintre soluțiile aduse nu a dat o structură pentru un limbaj de programare care încapsulează accesul la resursele partajate. Această încapsulare a venit mai târziu printr-un serializer construct ([Hewitt and Atkinson 1977, 1979] and [Atkinson 1980]).
Primele modele de calcul (e.g. Turing machines, Post productions, the lambda calculus, etc.) au fost bazate pe matematică și folosesc o stare globală să reprezinte un pas computațional (mai târziu generalizat în [McCarthy and Hayes 1969] și [Dijkstra 1976]. Starea globală a fost continuată în teoria automatelor pentru mașinile cu stări finite și mașinile cu stive push down. Astfel de automate nondeterministice au proprietatea ca nondeterminism nelegat. Adică, dacă o mașină întotdeauna se oprește când este pornită în starea sa inițială, atunci este o limită asupră numărului de stări pe care le poate avea.
Edsger Dijkstra a dezvoltat mai departe conceptul de abordare de stare globală nondeterministică și a generat o controversă numită nedeterminism nelegat (sau nedeterminare nelegată, și este o proprietate prin care cantitatea de întârziere pentru o cerere poate deveni fără limită ca un rezultat al arbitrării pentru partajarea resurselor încă garantând că cererea va fi îndeplinită cândva.
Modelul Actor conferă nondeterminism nelegat care a fost capturat în modelul matematic de Will Clinger folosit teoria domeniilor.  Deci nu este o stare globală în modelul Actor.

### Comunicarea directă și asincronismul
Mesajele în modelul Actor nu sunt trecute prin buffer în mod obligatoriu. De asemenea, mesajele sunt transmise direct și simplu (de exemplu prin pachete prin protoculul IP. Nu există nici o cerință pentru un handshake obligatoriu cu receptorul.

### Crearea Actorilor și a adreselor în mesaje înseamnă topologie variabilă
O dezvoltare naturală a modelului Actor este să permită adrese în mesaje. Totuși Hewitt a dorit să poate fi trimise și mesaje goale (fără adresă).

### Concurență înnăscută
Modelul Actor a fost construit ca un model cu concurență înnascută. În acest model, secvențialitatea e un caz special derivat din calculul concurent.

### Nici o restricționare asupra ordinii primirii mesajelor
Hewitt a fost de părere că mesajele nu trebuie să ajungă în ordinea trimiterii lor. Dacă se dorește o restricționare de tip FIFO de exemplu, se poate modela un Actor Coada (Queue) care aranjează mesajele în ordinea sosirii lor. Dacă un actor X trimite un mesaj M1 la un actor Y, și mai târziu trimite alt mesaj M2, nu este nici o cerință ca M1 să ajungă la Y înaintea lui M2

### Localitatea
Localitatea înseamnă că în procesarea unui mesaj, Actorul receptor poate trimite mesaje numai adreselor conținute în mesaj, adreselor pe care le avea înainte de a sosi mesajul sau adreselor pentru Actorii pe care îi creează în timpul procesării mesajului.  Synthesizing Addresses of Actors.

### Compunând Sisteme Actor
Ideea de a compune sisteme Actor în altele mai mari este un important aspect din modularitate. (tratat în dizertația lui Gul Agha  și cercetată mai târziu de Gul Agha, Ian Mason, Scott Smith, and Carolyn Talcott.

### Comportamente
O inovație cheie a fost introducerea comportamentelor specificate ca funcții matematice să exprime ce face un Actor când procesează un mesaj incluzând un nou comportament de procesat în următorul mesaj care sosește. Comportamentele aduc mecanisme pentru a modela matematic partajarea în concurență.
Comportamentele de asemenea au eliberat modelul Actor de detaliile implementării, cum sunt interpretoarele de la Smalltalk. Oricum, este critic de înțeles că implementarea eficientă a sistemelor descrise de modelul Actor să ceară optimizări extensive.

### Teorema de reprezentare computațională
În modelul Actor există o teoremă de reprezentare a calculelor pentru sisteme închise (care nu primesc comunicații din exterior). Denotarea matematică pentru un sistem închis S este construită pentru un comportament inițial  ⊥S și o funcție comportamentală de aproximare progressionS. Acestea obțin aproximări mult mai bune și construiesc o denotare (înțeles) pentru S după cum urmează:
DenotaS ≡ ⊔i∈ω progressionSi(⊥S)
Astfel, S poate fi matematic caracterizat în termeni de toate comportamentele posibile. Deși DenoteS nu este o implementare a S, poate fi folosit să demonstreze generalizarea tezei Church-Turing-Rosser-Kleene [Kleene 1943]:
Teorema Enumerării: Dacă Actorii primitivi ai unui sistem Actor închis sunt eficienți, atunci ieșirile posibile sunt enumerabile.
Demonstrație:  Din teorema reprezentării.

### Migrație
Migrarea în modelul Actor este abilitatea Actorilor de a-și schimba locația.

### Securitatea
Securitatea modelului înseamnă:
- hardwiring - fire fizice, modul în care Actorii sunt conectați fizic
- hardware adică mașinile de calcul: Burroughs B5000, Lisp machine, etc.
- virtual machines adică Java virtual machine, Common Language Runtime, etc.
- operating systems adică capability-based systems
- signing și/sau encryption a actorilor și a adreselor lor.

### Sintetizând adresele actorilor
O problemă delicată este sintetizarea adreselor actorilor. Din motive de securitate se dorește ascunderea acestora dar fiind doar simple stringuri de biți, acestea pot fi ghicite, dacă sunt suficient de mici. SOAP folosește URL (Uniform Resourse Locator) pentru adresa actorilor. Cum acesta este un string de caractere, este evident că poate fi sintetizat. Dar criptarea face acest lucru virtual imposibil.
Sintetizarea adreselor actorilor se modelează de obicei folosind maparea. Ideea e să folosești sisteme Actor pentru a face maparea adreselor Actor. De exemplu, modelarea memoriei unui calculator poate fi considerată ca făcută de un sistem Actor care face maparea.

## Savanți în modelul Actor
Contributori importanți sunt: Gul Agha, Beppe Attardi, Henry Baker, Will Clinger, Irene Greif, Carl Hewitt, Carl Manning, Ian Mason, Ugo Montanari, Maria Simi, Scott Smith, Carolyn Talcott, Prasanna Thati, and Aki Yonezawa, Bill Athas, Russ Atkinson, Beppe Attardi, Henry Baker, Gerry Barber, Peter Bishop, Nanette Boden, Jean-Pierre Briot, Bill Dally, Peter de Jong, Jessie Dedecker, Travis Desell, Ken Kahn, Carl Hewitt, Henry Lieberman, Carl Manning, Tom Reinhardt, Chuck Seitz, Richard Steiger, Dan Theriault, Mario Tokoro, Carlos Varela, Darrell Woelk.

## Programând cu Actori
Un număr de limbaje de programare includ model Actor sau diverse variațiuni. Unele dintre acestea sunt:

### Limbaje de programare timpurii
- Act 1, 2 and 3 [18][19]
- Acttalk [20]
- Ani [21]
- Cantor [22]
- Rosette[23]

### Limbaje de programare târzii
- ABCL
- ActorScript
- AmbientTalk[24]
- Axum[25]
- E
- Erlang
- Humus[26]
- Io
- Ptolemy Project
- Rebeca Modeling Language
- Reia
- SALSA[27]
- Scala[28][29]
- Scratch

### Librării Actor și Frameworks
Librăriile Actor și frameworks au fost de altfel implementate să permită programarea în stil actor în limbi care nu au actori integrați. Unele sunt:
- Akka Arhivat în 31 iulie 2012, la Wayback Machine. - A Java and Scala framework with  Actors, STM & Transactors
- Ateji PX Arhivat în 25 iulie 2010, la Wayback Machine. - Ateji PX provides an Actor Model for Java
- Korus -  A Java parallel and distributed programming framework based on Actor Model
- Kilim - a message-passing framework for Java[30]
- ActorFoundry - a Java library for Actor programming
- Retlang for .NET
- Jetlang for Java
- Haskell-Actor for Haskell
- GPars Arhivat în 12 ianuarie 2013, la Wayback Machine. - the concurrency and actor library for Groovy (was GParallelizer)
- PARLEY Arhivat în 16 iunie 2010, la Wayback Machine. - The Python Actor Runtime Library
- PYKKA Arhivat în 14 mai 2011, la Wayback Machine. - The Python Actor Library inspired by Akka
- Termite Scheme - provides Erlang-like concurency for the Gambit implementation of Scheme
- Theron Arhivat în 17 martie 2011, la Wayback Machine. - provides an Actor Model for C++.
- S4  Arhivat în 14 iunie 2011, la Wayback Machine., a distributed, scalable platform featuring many aspects of the Actors Model.